# Osieczna (gmina, Poméranie)
Osieczna est une gmina rurale du powiat de Starogard, Poméranie, dans le nord de la Pologne. Son siège est le village d’Osieczna, qui se situe environ 31 km au sud-ouest de Starogard Gdański et 72 km au sud-ouest de la capitale régionale Gdańsk.
La gmina couvre une superficie de 123,26 km2 pour une population de 2 861 habitants en 2016.

## Géographie
La gmina inclut les villages de Bałkany, Cisiny, Długie, Duże Krówno, Jastrzębie, Jeże, Klaniny, Leśny Dwór, Małe Krówno, Nowy Dwór, Osieczna, Osówek, Owcze Błota, Parcele, Pólka, Starzyska, Szlachta, Wiązak, Zdrójno et Zimne Zdroje.
La gmina borde la ville de Czarna Woda et les gminy de Czersk, Kaliska, Lubichowo, Osiek et Śliwice.